# Pogogyne
Pogogyne, biljni rod iz porodice usnača smješten u podtribus Clinopodiinae, dio tribusa Saturejeae, potporodica Nepetoideae.
Sastoji se od 8 priznatih vrsta iz Sjeverne Amerike, od Oregona na sjeveru do Baja California Norte na jugu. Tipična je Pogogyne douglasii Benth., kalifornijski endem sa 3 podvrste.

## Opis
Rod jednogodišnjeg raslinja 

## Vrste
1. Pogogyne abramsii J.T.Howell
2. Pogogyne clareana J.T.Howell
3. Pogogyne douglasii Benth.
4. Pogogyne floribunda Jokerst
5. Pogogyne nudiuscula A.Gray
6. Pogogyne serpylloides (Torr.) A.Gray
7. Pogogyne tenuiflora A.Gray
8. Pogogyne zizyphoroides Benth.

## Sinonimi
- Hedeomoides Briq.; Nat. Pflanzenfam. [Engler & Prantl] IV, 3a: 295 (1896)